# Rosa Fernández
Rosa Fernández (* 7. Oktober 1957) ist eine ehemalige kubanische Kugelstoßerin.
Bei den Leichtathletik-Zentralamerika- und Karibikmeisterschaften gewann sie 1975 Silber, 1979 Gold und 1981 erneut Silber. 1982 holte sie Silber bei den Zentralamerika- und Karibikspielen.
Bei den Panamerikanischen Spielen 1983 in Caracas wurde ihr die Silbermedaille wegen Dopings aberkannt.
1985 gewann sie Silber bei den Zentralamerika- und Karibikmeisterschaften und wurde Siebte beim Leichtathletik-Weltcup in Canberra. Im Jahr darauf errang sie erneut Silber bei den Zentralamerika- und Karibikspielen.
Ihre persönliche Bestleistung von 18,51 m stellte sie am 13. Juni 1983 in Tampere auf.